# Charles Frison
Charles (Karel) Frison (Mechelen, België, 4 december 1921 – La Chaux-de-Fonds, Zwitserland, 5 november 2010) was een Belgisch componist, muziekpedagoog, militaire kapelmeester en klarinettist. Zijn vader was de componist en militaire kapelmeester Jean-Baptiste Joseph Frison (1897-1945), dirigent van de muziekkapel van het 7e Linieregiment in Mechelen.

## Levensloop
Frison kreeg op amper zevenjarige leeftijd lessen in solfège en piano bij Gaston Feremans. Hij kreeg verdere lessen aan de muziekscholen van Vorst en Schaarbeek. Bij zijn vader studeerde hij klarinet, maar later ook bij Jan Segers, ere-onderkapelmeester, en Maurice Van Guchte, die docent aan het Koninklijk Conservatorium te Gent was. In 1939 werd hij klarinettist bij de muziekkapel van het 7e Linieregiment. Vanaf 1940 studeerde hij aan het Koninklijk Conservatorium te Brussel en behaalde 1e prijzen solfège bij Eugène Guillaume (1944) en muziekgeschiedenis bij Roger Bragard (1943). Verder studeerde hij piano bij Robert Vantomme en Charles Scharrès alsook harmonieleer en contrapunt bij Francis de Bourguignon.
In 1945 treedt hij toe tot de muziekkapel der Grenadiers, eerst onder leiding van René De Ceuninck en later onder leiding van Simon Poulain. Samen met dit muziekkorps vertrekt hij naar het bezette Duitsland. In het gevolg werd hij zelf kapelmeester van diverse militaire muziekkorpsen in Ukkel, Oppem en Merchtem. In 1947 stapt hij uit het leger en wordt muziekleraar aan de gemeenteschool van Jette evenals docent notenleer aan de muziekacademie van Schaarbeek. Bovendien leidde hij korpsen in Laken, Essene en Elsene, alsook verenigingen in Brussel en Neder-Over-Heembeek.
Ondertussen nam hij privé-lessen fuga en compositie bij Francis de Bourguignon. Op aanraden van Jos Hanniken die toen kandidaat-kapelmeester was, neemt hij opnieuw deel aan een examen om zich bij een militaire kapel te voegen en hij wordt in 1950 klarinettist in de muziekkapel van de 1e Brigade te Gummersbach onder leiding van Alphonse Morel. In 1951 slaagt hij in het examen voor hoofdonderkapelmeester en hij treedt in functie bij het muziekkorps van de 4e Brigade te Soest (Duitsland) als assistent van Gaston Devenijns. Nadat hij in 1957 slaagt in het examen voor kapelmeester volgt hij Martial Dury op als dirigent van de Muziekkapel der Binnenlandse Strijdkrachten te Aarlen en in 1963 van de Muziekkapel van de 16e Pantserdivisie te Antwerpen. Met deze muziekkapel kent hij grote successen in Nederland, Engeland, Frankrijk en niet in het minst met de talrijke concerten in de tuinen van de Koninklijke Maatschappij voor Dierkunde Antwerpen. Dit muziekkorps werd in 1967 omgevormd tot de Muziekkapel van de Rijkswacht in Brussel en uitgebreid. Ook met deze muziekkapel verzorgt hij optredens in binnen- en buitenland (Frankrijk, Duitsland) en de begeleiding van de bekende rijkswachtkarroesel (= een ruitersfeest waarbij in een besloten ruimte proeven van vaardigheid worden gegeven). Op 1 januari 1973 gaat hij met pensioen.
Dat laat hem toe zich aan de compositie te wijden en als dirigent vóór diverse fanfares en harmonieën te staan. In 1974 behaalt hij de eerste Prijs op de compositiewedstrijd door het Provinciebestuur van Brabant uitgeschreven voor de hogere afdelingen voor zijn werk Festival suite. Van 1976 tot 1986 was hij dirigent van de Musique d’harmonie Les Armes-Réunies in La Chaux-de-Fonds (Zwitserland).
Hij werd gedecoreerd als Officier in de Kroonorde en Ridder in de Leopoldsorde.

## Composities

### Werken voor harmonie- en fanfareorkest

#### Concertstukken
- 1961 Eerste Concert-Suite
- 1962 Asmodée, symfonisch gedicht
- 1963 Esmeralda, ouverture
- 1964 San Remo, suite
- 1969 Ancona, ouverture
- 1971 Menuet '71
- 1973 Festival Suite (won in 1974 de 1e prijs op de compositiewedstrijd door het Provinciebestuur van Brabant)
- 1974 Alésia, symfonisch gedicht
- 1974 Fox-trot '74
- 1976 Slovenija, suite
- 1977 Jura Suite
- 1981 City Scenery, symfonisch gedicht
- 1982 Les Chevaliers du Serment, concertmars

#### Werken voor instrumenten en harmonieorkest
- 1972 Julia, wals voor altsaxofoon en harmonieorkest

#### Marsen
- 1948 Herinnering, treurmars
- 1948 St. Marie, processiemars
- 1948 St. Remy, processiemars
- 1951 Brigade Défile
- 1953 Camarades Courageux
- 1954 United for Ever
- 1957 Jumping Parade, ruiterijmars
- 1959 Mars Centrum en Proefnemingen
- 1959 Mars van de 3e Compagnie der Infanterieschool
- 1959 Nationale mars nr. 1
- 1959 Nationale mars nr. 2
- 1960 Mars der Infanterieschool
- 1961 Lions-Club March
- 1961 Mars van het 66e Wachtbataljon
- 1962 Mars der Compagnie Q.T.M. 16e Brigade
- 1963 Mars van het 1e Bataljon Genie (werd bekroond met een 1e prijs compositie in 1963)
- 1963 Mars Infanteriefeest
- 1964 Vrij en Blij, mars voor trompetten en trommelkorps
- 1965 The Play Boys
- 1966 Oproep 1, voor fanfareorkest
- 1968 Lendrikmars
- 1968 Walter Hemmerechts
- 1970 Mars der Koninklijke Rijkswachtschool
- 1972 Bricquebec Mars
- 1974 Cecilia 100
- 1974 Fanfare nr. 3
- 1975 Mars der V.O.V.-U.F.A.C. ('40-'45)
- 1976 l'Impartial
- 1977 A.R. 150
- 1979 Mars van de 125ste verjaring van de fanfare Sainte-Cécile te Les Ponts-de-Martel
- 1982 WE GO (on y va)

### Kerkmuziek
- 1961 Hymne à la Rosière
- 1961 Petit Choral
- 1969 Koraal en Divertimento
- 1970 Aria
- 1974 Offertorium voor de mis der Grenadiers

### Werken voor koor
- Vier kinderliederen, voor kinderkoor

### Liederen met pianobegeleiding
- 1949 Bruges - tekst: Paul Spaak
- 1949 Ma sœur la pluie - tekst: Charles Van Lerberghe
- 1949 Nuits sur l'Yser - tekst: H. Carton de Wiart
- 1961 Zes kinderliederen - tekst: Phil Bosmans

### Kamermuziek
- 1959 Concertbewegingen, voor trompet en piano
- 1965 Ballade, voor klarinet en piano
- 1978 Introductie en Aria, voor altsaxofoon en piano
- 1980 Evening Song
- 1980 Moderato Cantabilé, voor cornet (of bugel of trompet) en piano
- Sérénité, voor klarinet en piano

### Werken voor piano
- 1949 Rain-Bow, tango
- 1950 Verjaardag
- 1952 Berceuse voor Jean-Claude
- 1958 Prélude in mi groot
- 1959 Zes kleine pianostukjes
- 1962 Zeven kleine pianostukjes
- 1964 Sonatine